# Škoda Octavia
Škoda Octavia este o mașină mică de familie fabricată de producătorul de automobile ceh Škoda Auto de la sfârșitul anului 1996. Până în prezent, au fost introduse patru generații ale modelului, disponibile doar ca liftback cu cinci uși sau break cu cinci uși. Mașina are motorizare față, disponibilă atât cu tracțiune față, cât și cu tracțiune integrală. Aproximativ cinci milioane de unități au fost vândute în cele două decenii de prezență pe piață. Octavia este cel mai popular model Škoda; aproximativ 40% din toate mașinile Škoda noi produse sunt Octavia.
Generația actuală este disponibilă într-o gamă largă de derivate, și anume sportiva Octavia RS, break-ul Octavia Combi, Octavia Scout cu tracțiune integrală, economicul Octavia GreenLine și Octavia G-TEC alimentat cu GNC.

## Prima generație (Tip 1U; 1996)
Prima generație Octavia a fost lansată în noiembrie 1996 și a fost construită la fabrica modernizată Škoda din Mladá Boleslav, Cehia. Această generație a fost disponibilă ca un liftback sau break.

## A treia generație (Typ 5E; 2012)
A treia generație Octavia a fost dezvăluită pe 11 decembrie 2012 la Muzeul Škoda din Mladá Boleslav. Mașina a început să apară în showroom-urile de pe piețele cheie europene în februarie 2013.

## Galerie

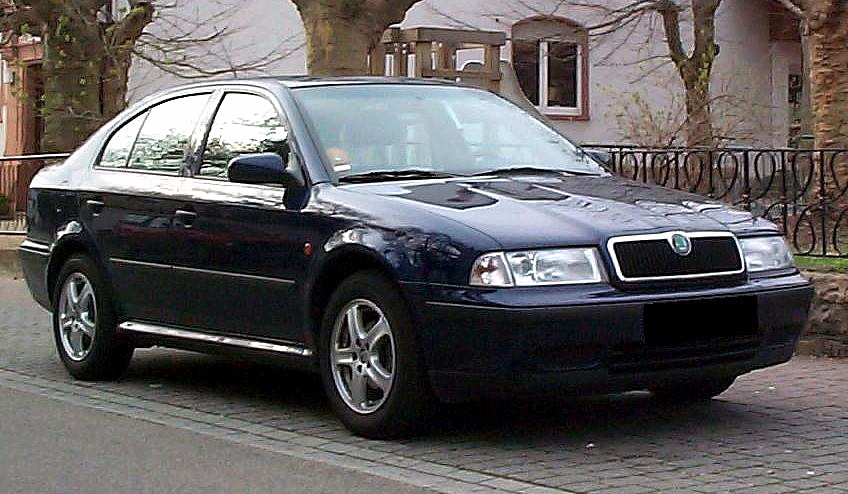
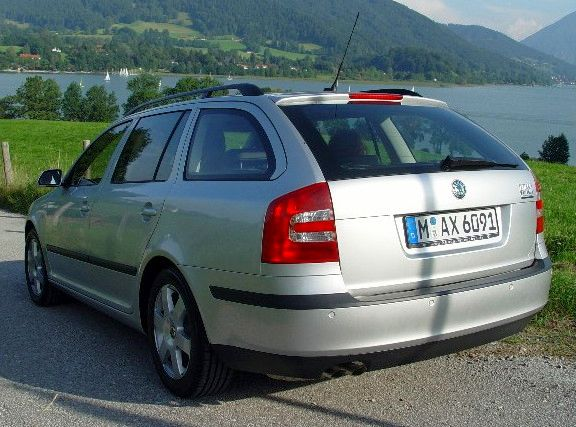
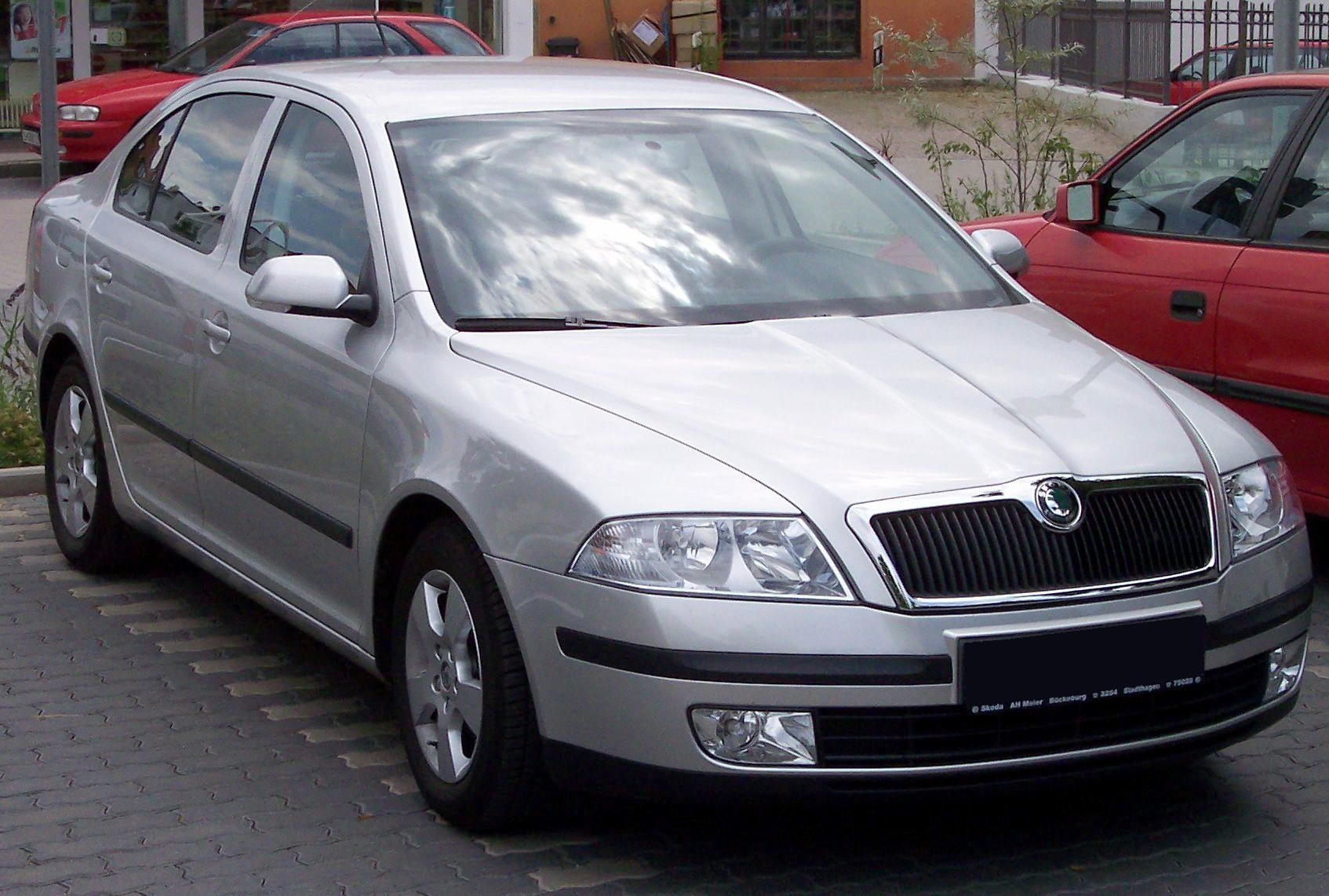
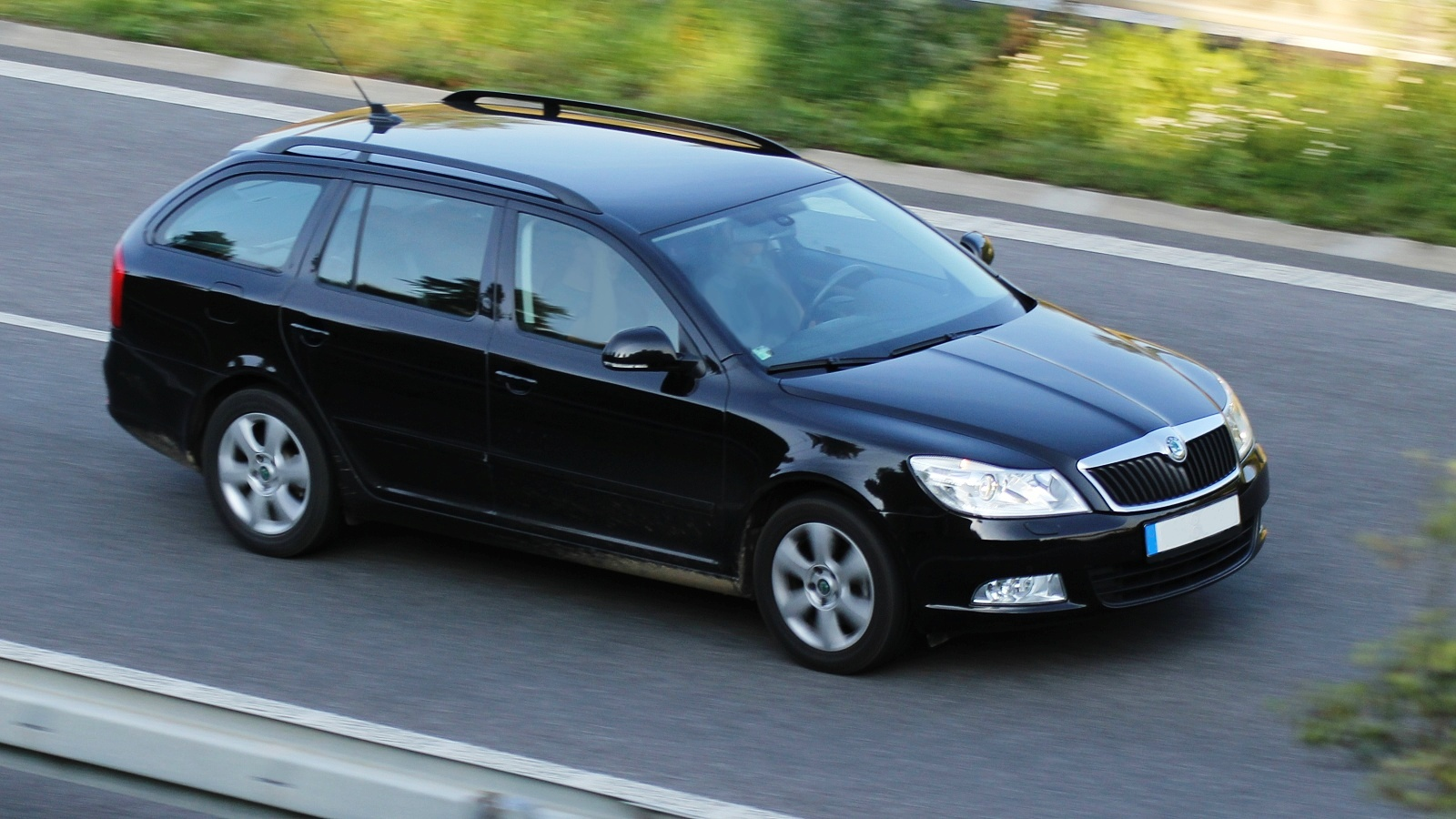
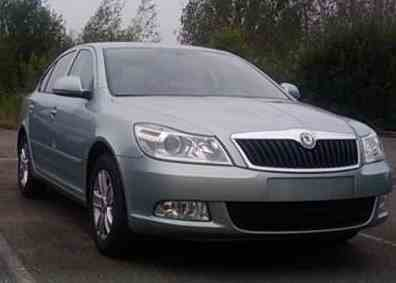
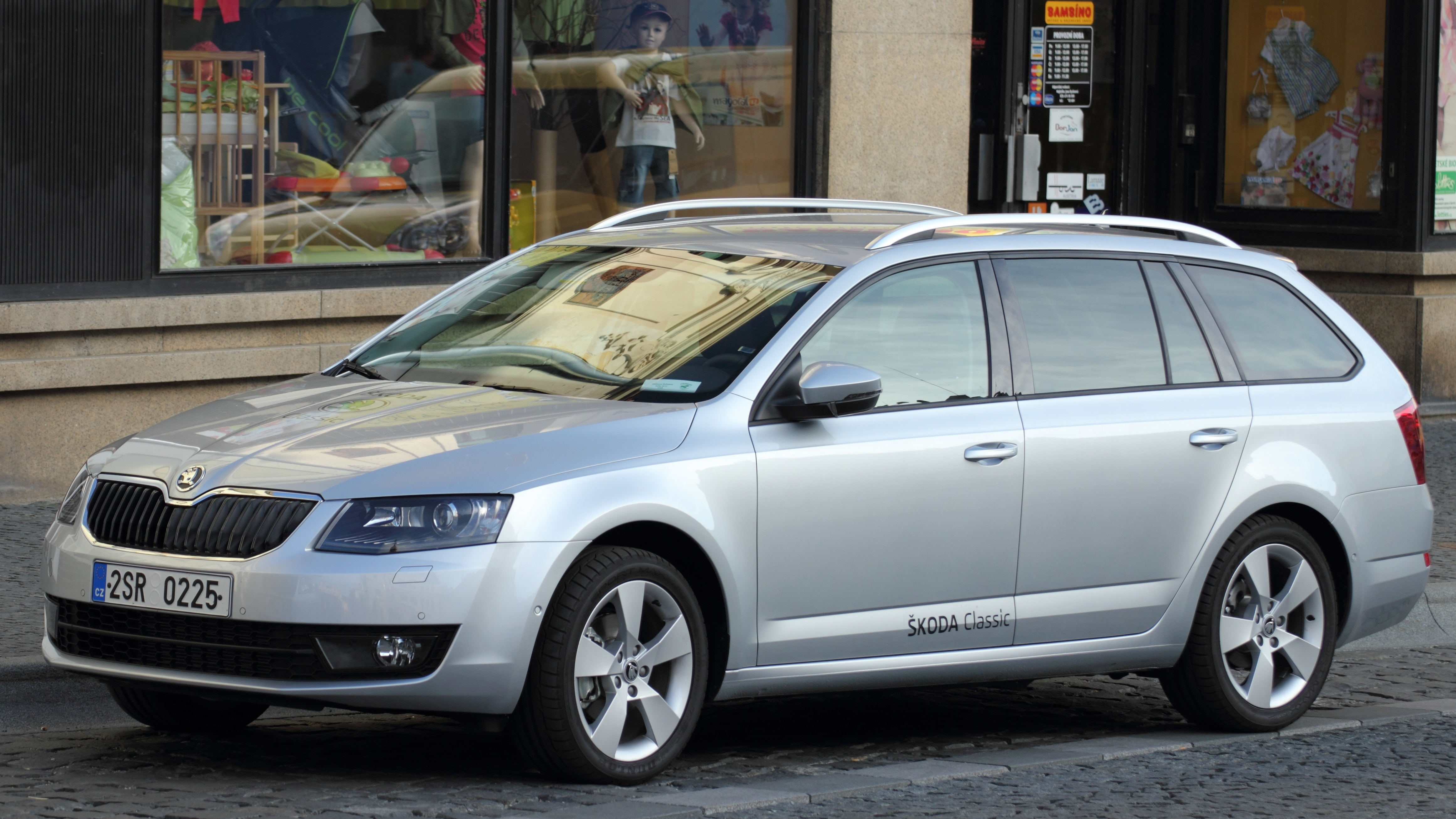
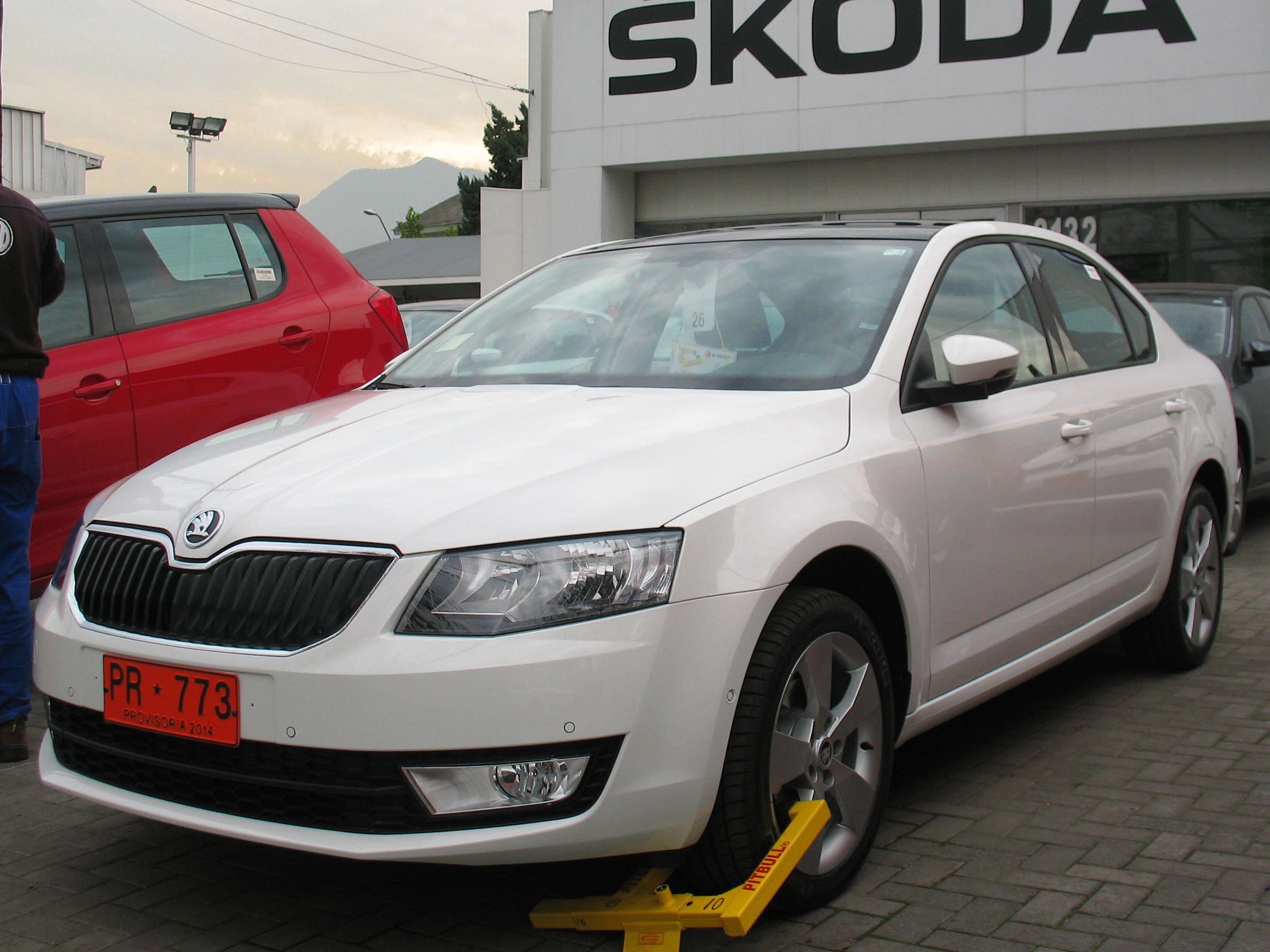
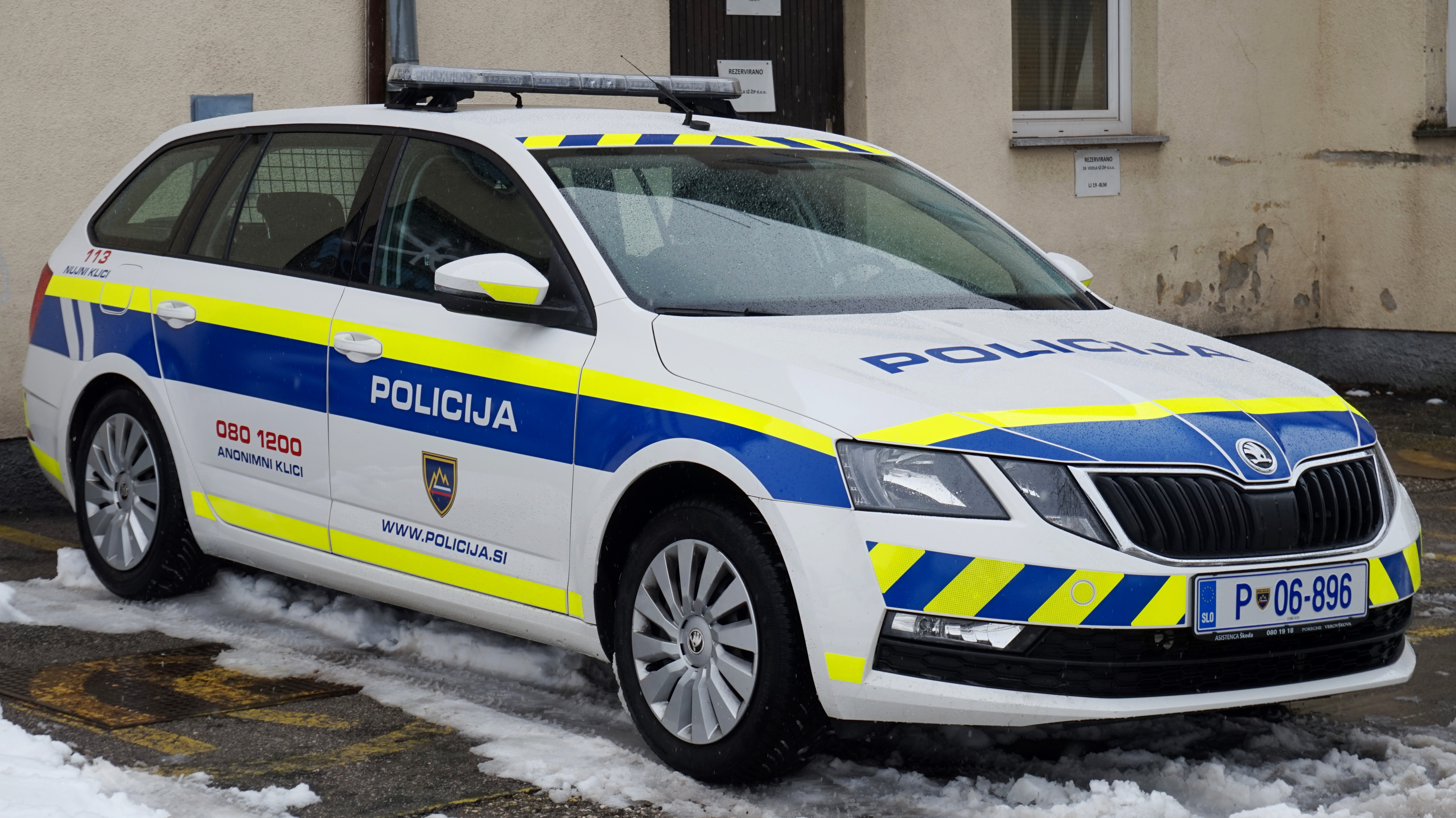
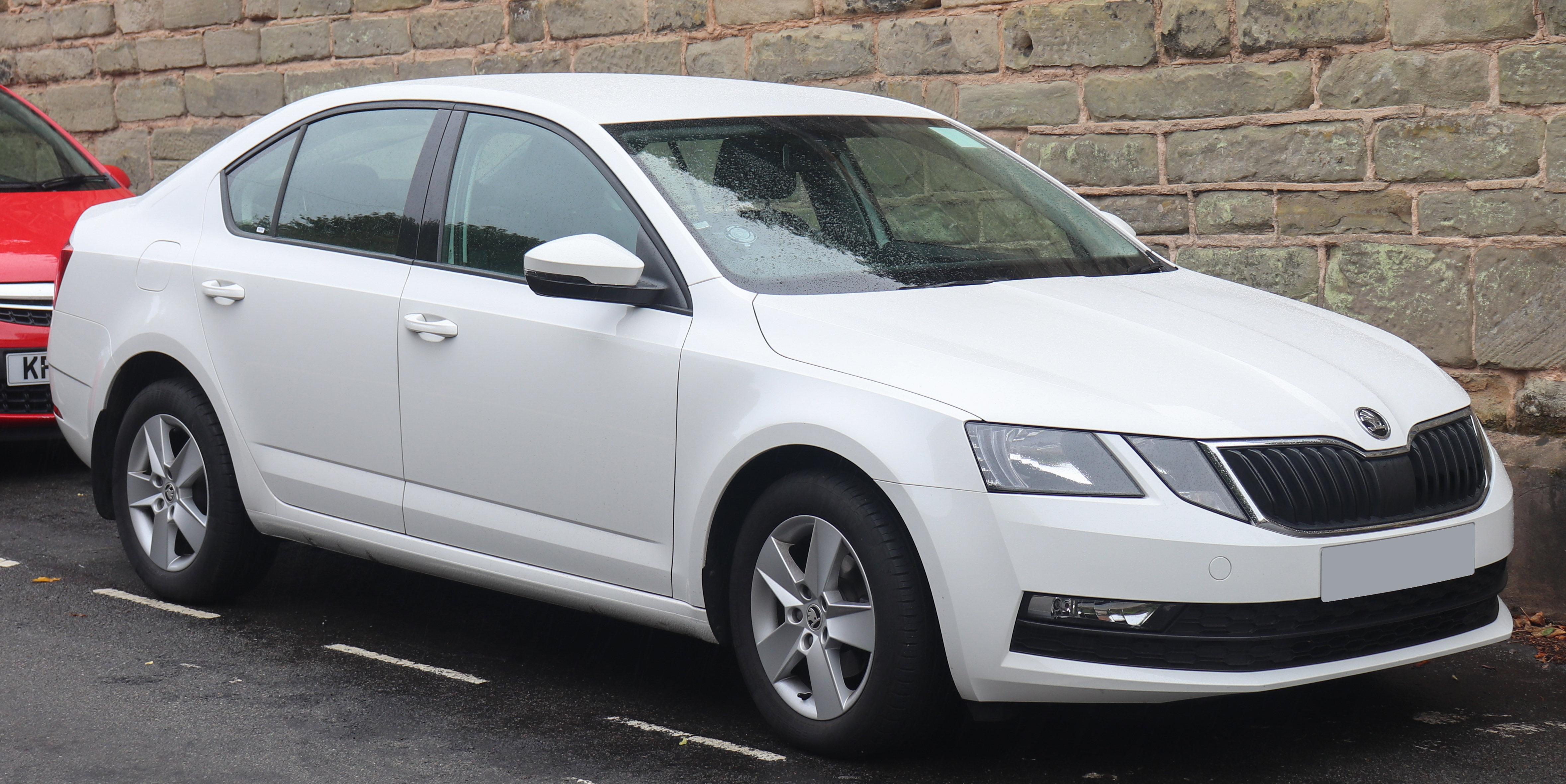
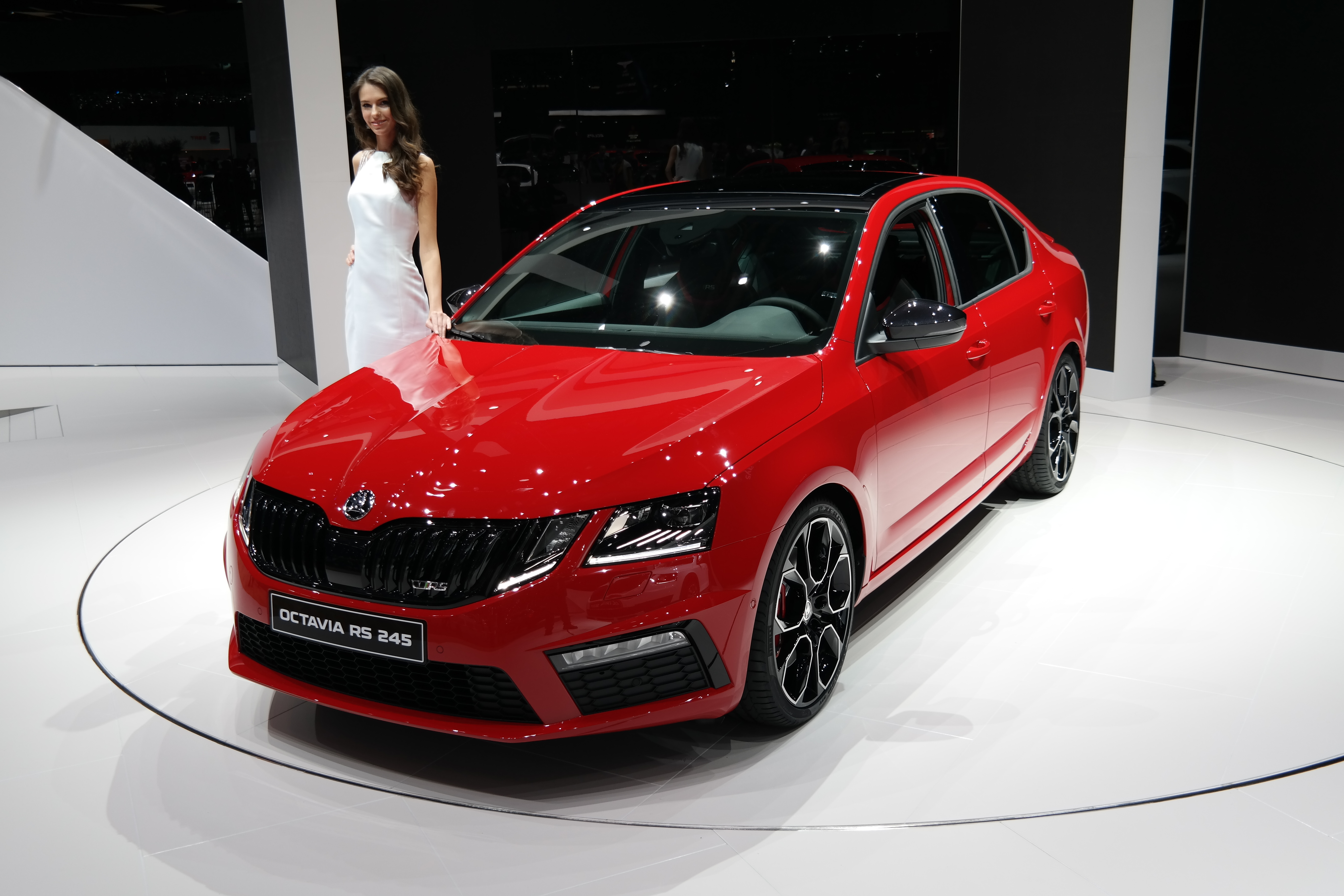
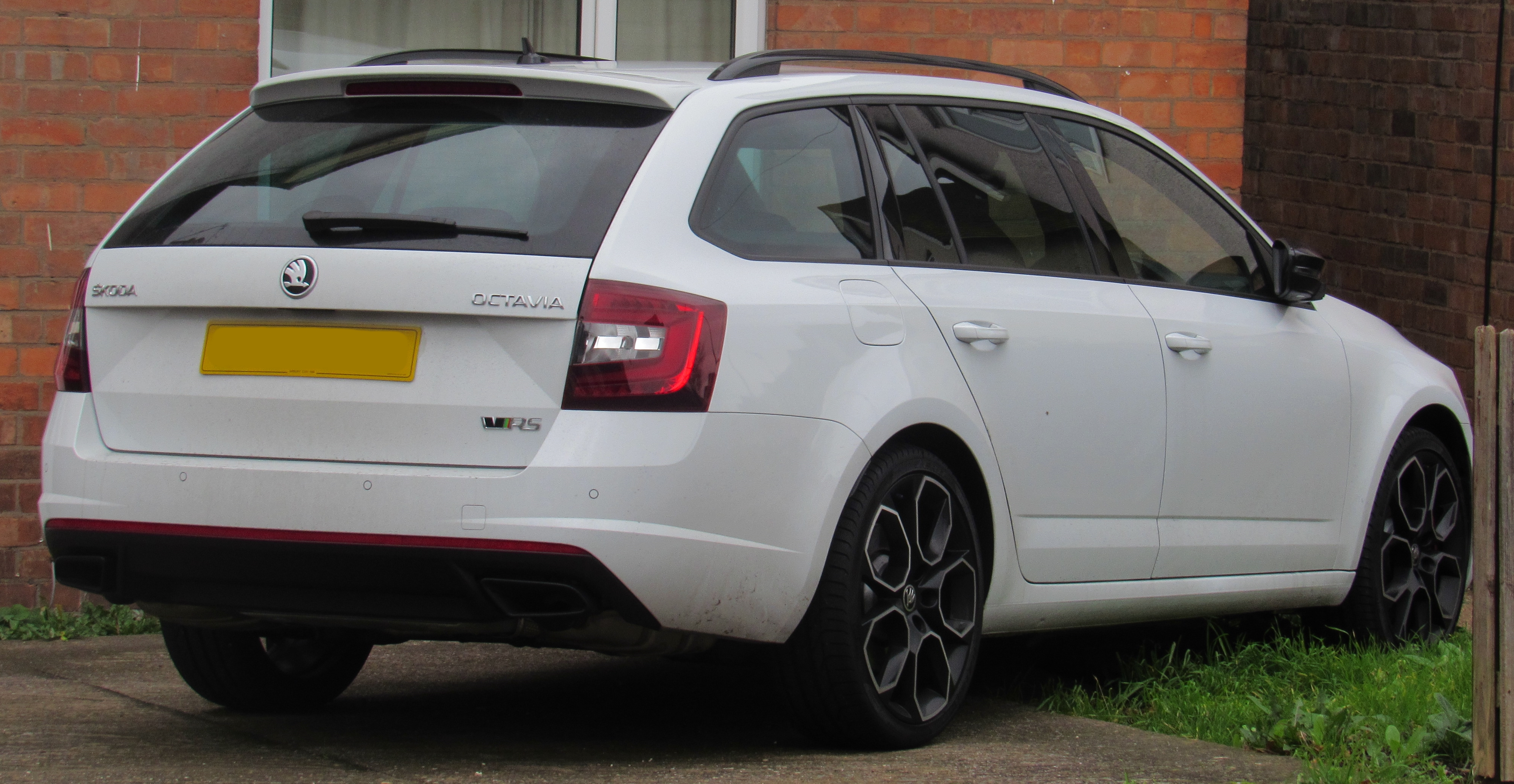
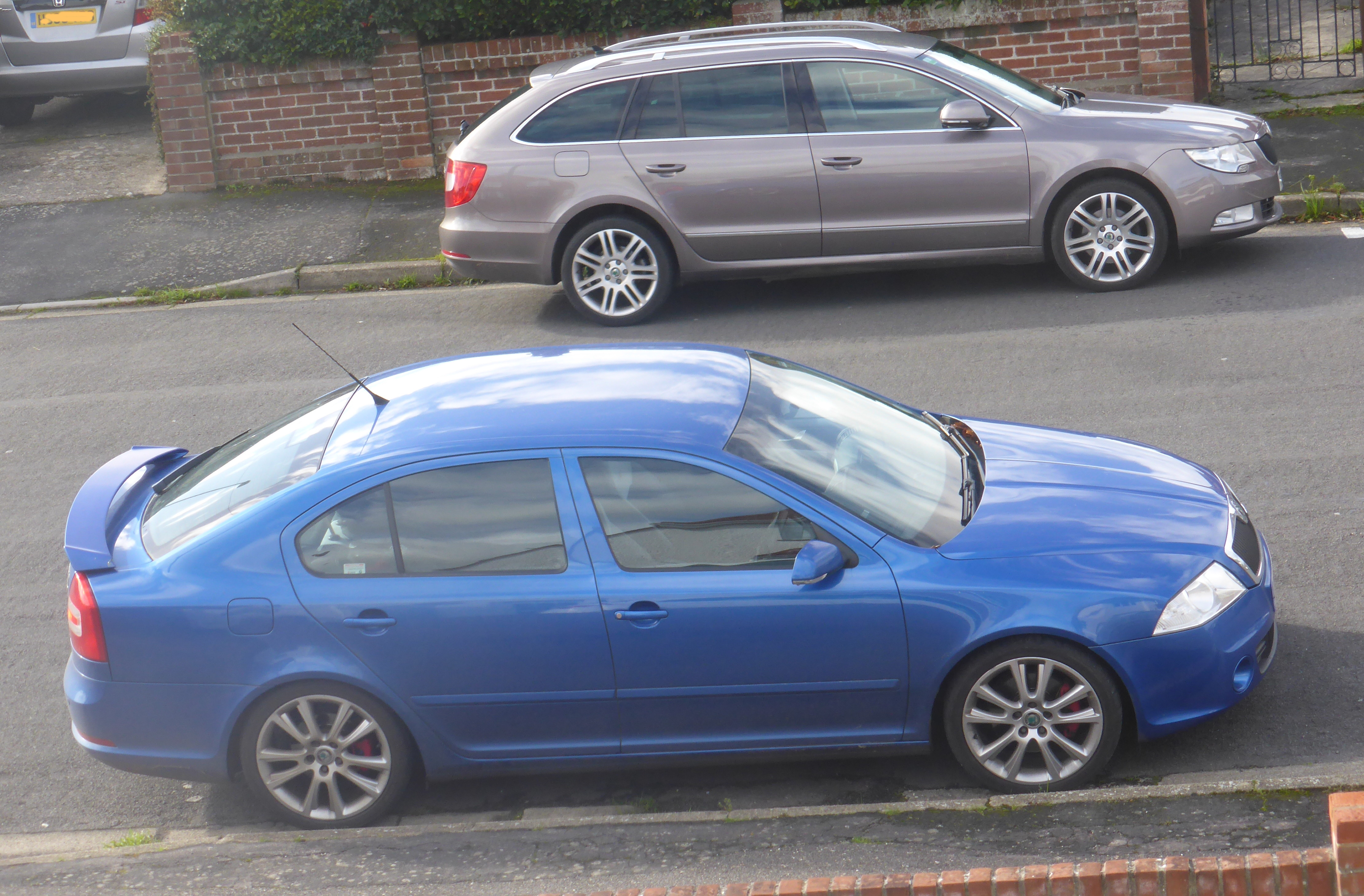
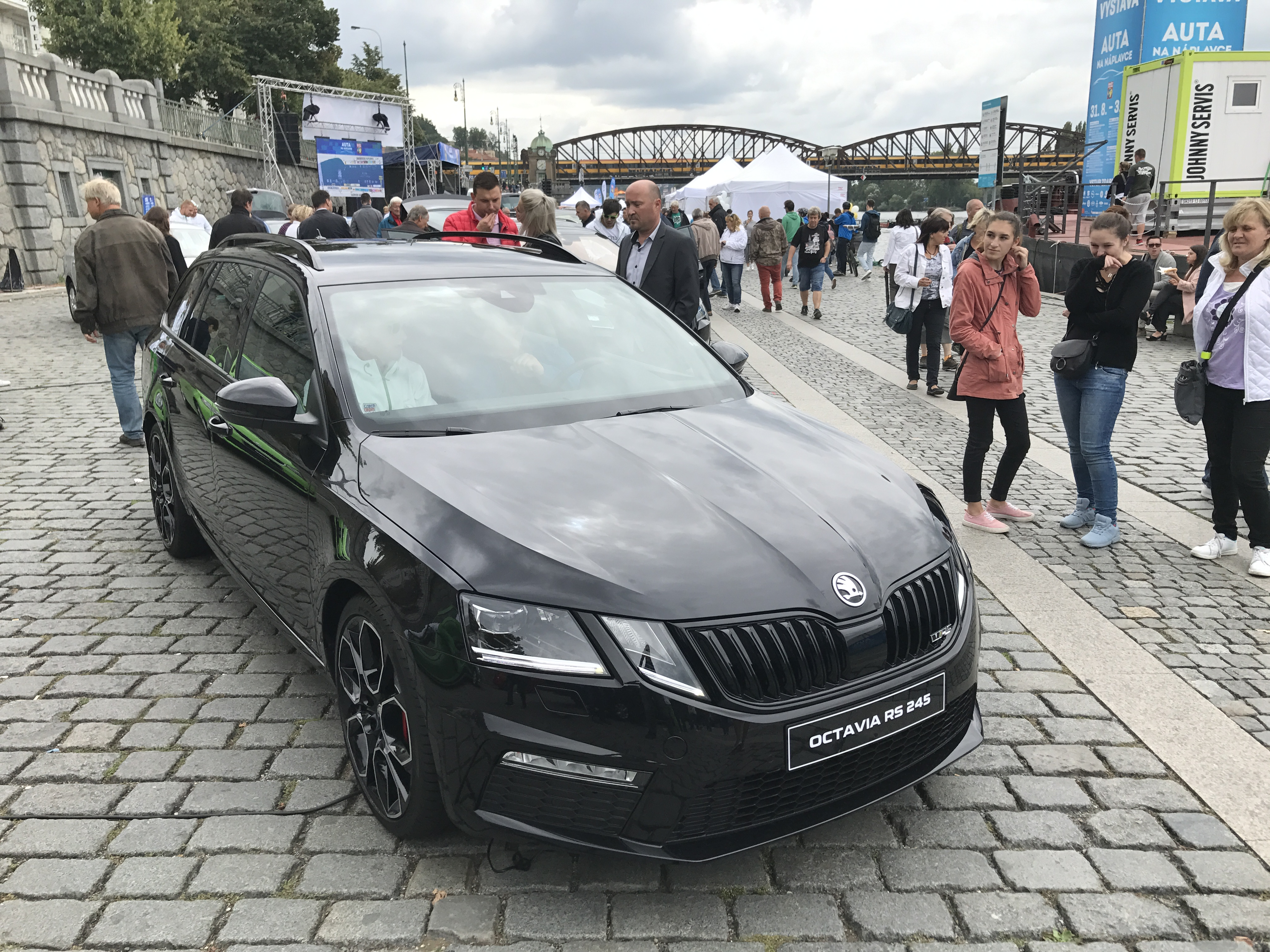
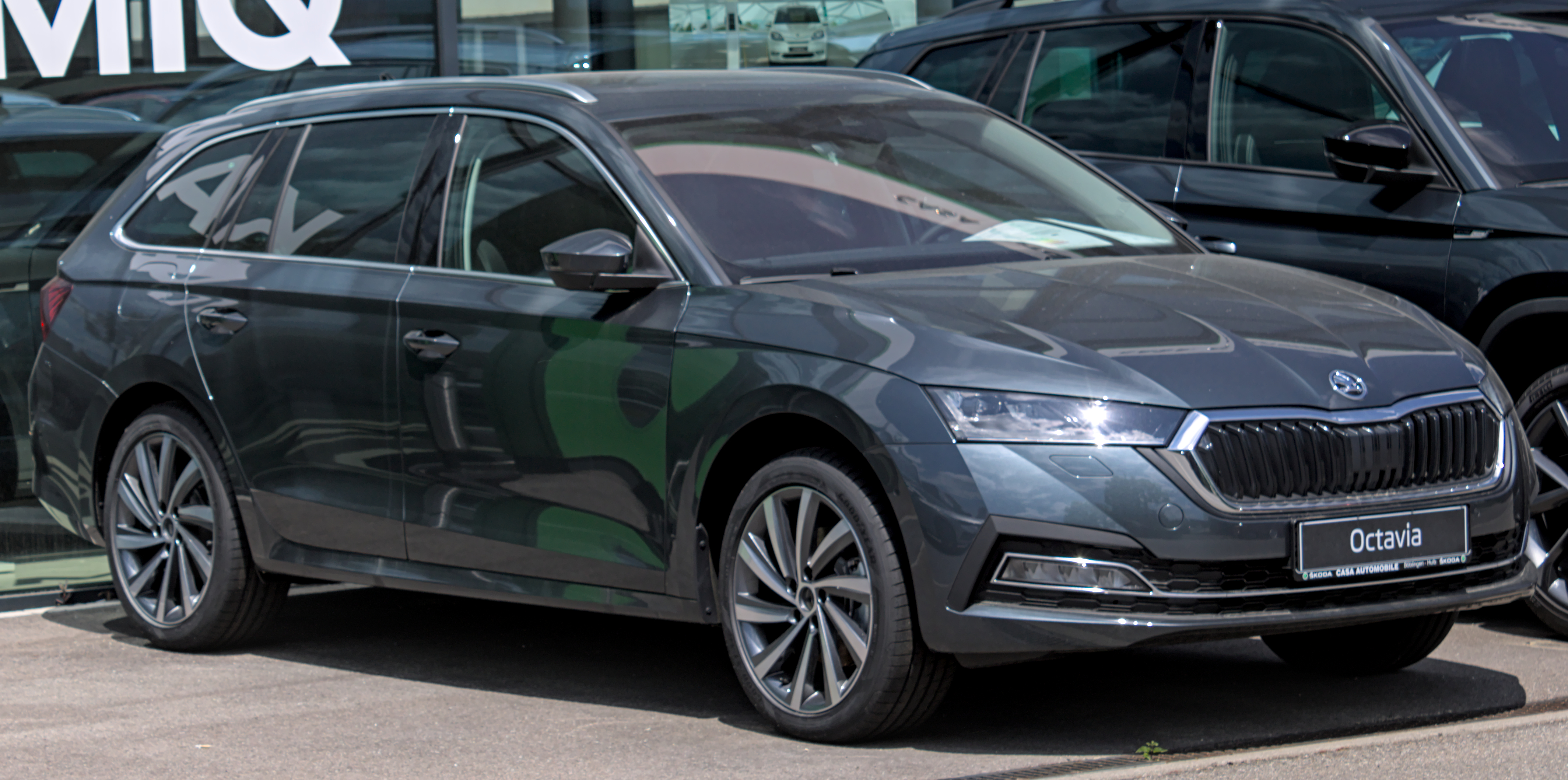
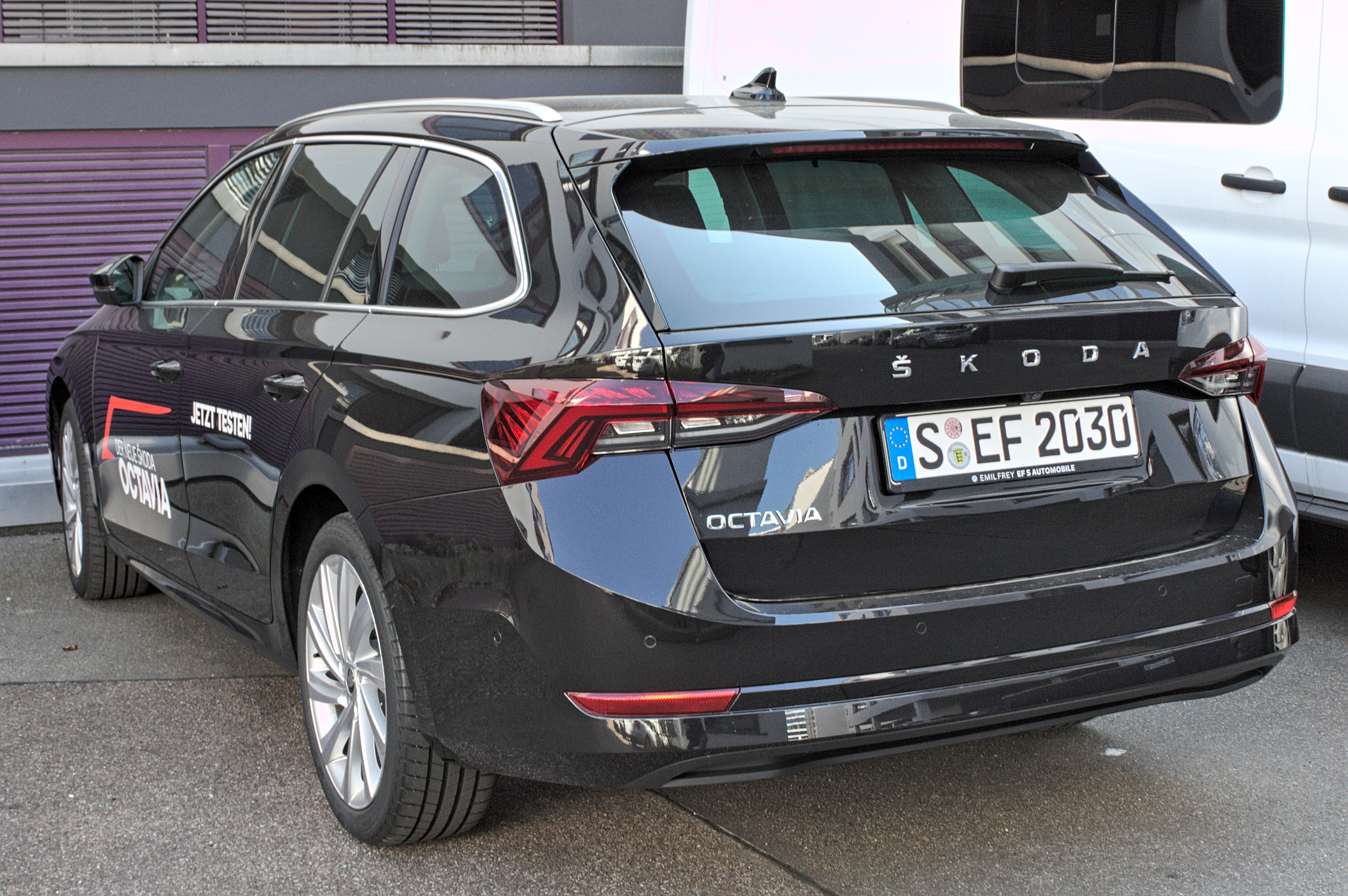